# Uesugi Kenshin
Uesugi Kenshin (上杉 謙信, 18 de fevereiro de 1530 - 19 de abril de 1578) foi um daimyo que governou a província de Echigo durante o período Sengoku do Japão.
Ele era um dos mais poderosos senhores do período Sengoku. Lembrado principalmente por suas conquistas nos campos de batalhas, Kenshin também é considerado um administrador extremamente habilidoso que promoveu o crescimento de indústrias e comércio local, seu governo experimentou uma acentuada elevação nos padrões de vida de Echigo. Kenshin é famoso por sua conduta honorável, sua experiência militar, uma rivalidade duradoura com Takeda Shingen, suas numerosas campanhas para restaurar a ordem na região de Kanto como o Kanto Kanrei, e sua crença no deus da guerra budista Bishamonten. De fato, muitos de seus seguidores e outros acreditavam que ele fosse o Avatar de Bishamonten, chamando Kenshin de deus da guerra.

## Nome
Seu nome original era Nagao Kagetora (長尾 景虎). Mudou seu nome para Uesugi Masatora (上杉 政虎) quando herdou o nome da família Uesugi, a fim de aceitar o título oficial de Kanto Kanrei (関東管領). Mais tarde mudou seu nome novamente para Uesugi Terutora (上杉 輝虎) para homenagear o Xogun Ashikaga Yoshiteru (足利 義輝) e, finalmente, Kenshin (上杉 謙信) depois que se tornou um monge budista, em particular, ele se tornaria conhecido por ser um devoto de Bishamonten.

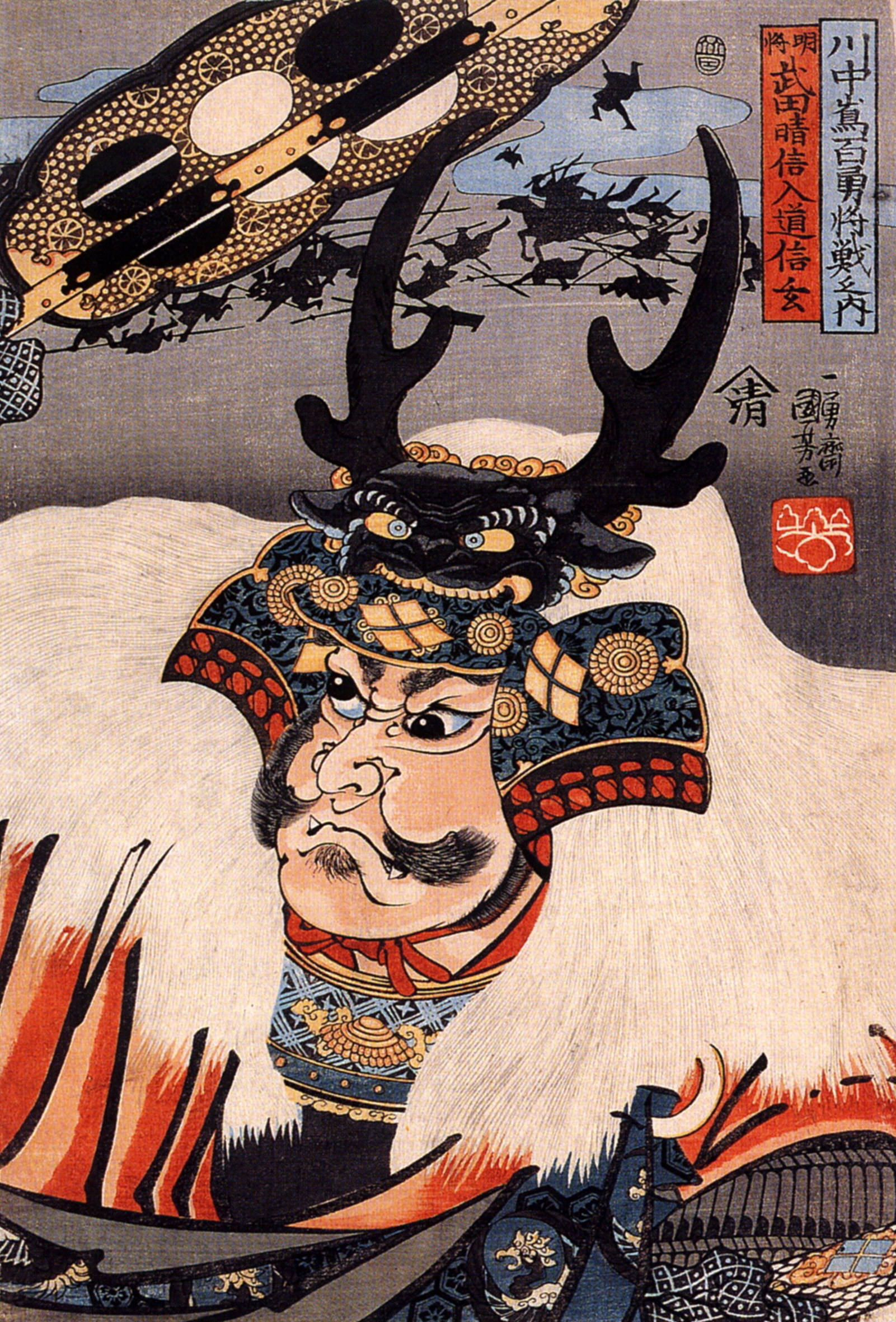
Takeda Shingen, pelo artista Utagawa Kuniyoshi

Kenshin é por vezes referido como "O Dragão de Echigo" por causa de suas habilidades nas artes marciais exibidas no campo de batalha. Seu rival Takeda Shingen foi chamado de "O Tigre de Kai". Em algumas versões da mitologia chinesa (Shingen e Kenshin sempre foram interessados na cultura chinesa, especialmente as obras de Sun Tzu), o Dragão e o Tigre sempre foram rivais que tentam derrotar um ao outro, mas nenhum jamais é capaz de ganhar uma vantagem.

## Vida
Quarto filho do notável guerreiro Nagao Tamekage (長尾為景), a juventude de Kenshin apresenta uma história única.  Seu pai ganhara renome como um senhor de guerra através de suas vitorias militares sobre Uesugi Sadanori e Uesugi Funayoshi.  Entretanto, nos anos posteriores, Tamekage se encontraria em conflito com o vizinho Ikkō-ikki de Hokuriku, e como o poder político na região começou a mudar a favor de Ikkō (em grande parte devido à súbita ascensão do Honganji), a situação de Echigo rapidamente se deteriorou.  O auge foi em 1536, quando o pai de Kenshin reuniu um exército e marchou para o oeste, com um objetivo incerto. No entanto, ao chegar em Sendanno na província Etchu, suas forças foram repentinamente atacadas por Enami Kazuyori, na batalha Tamekage foi assassinado, e seu exército derrotado.
O impacto em Echigo foi imediato. Nagao Harukage, filho mais velho de Tamekage, imediatamente se candidatou ao controle do clã Nagao, e obteve sucesso após uma disputa que resultou na morte de um de seus irmãos, Nagao Kageyasu. Kagetora (Kenshin) foi retirado do conflito e mandado ao templo Rizen, aonde permaneceu dos 7 aos 14 anos dedicado aos estudos.

### Reivindicação ao poder
Aos 14 anos, Kenshin foi repentinamente contatado Usami Sadamitsu e uma série de outros conhecidos de seu falecido pai. Eles pressionaram o jovem filho de Nagao para ir a Echigo e contestar o domínio de seu irmão mais velho. Aparentemente, a liderança de Harukage não foi suficientemente efetiva, e sua falha em exercer controle sobre as poderosas famílias kokujin resultou em uma situação próxima de fragmentar o domínio da província.
Como a história é contada, a princípio, Kenshin estava relutante em tomar o domínio de seu próprio irmão, mas foi finalmente convencido que isso era necessário para a sobrevivência de Echigo. Numa série de engajamentos liderada por ele e Usami Sadamitsu, Kenshin conseguiu tomar o controle do clã de Harukage em 1547. O destino de Harukage é incerto, já que algumas fontes afirmam que lhe foi permitido viver, mas outros registram seu suicídio forçado

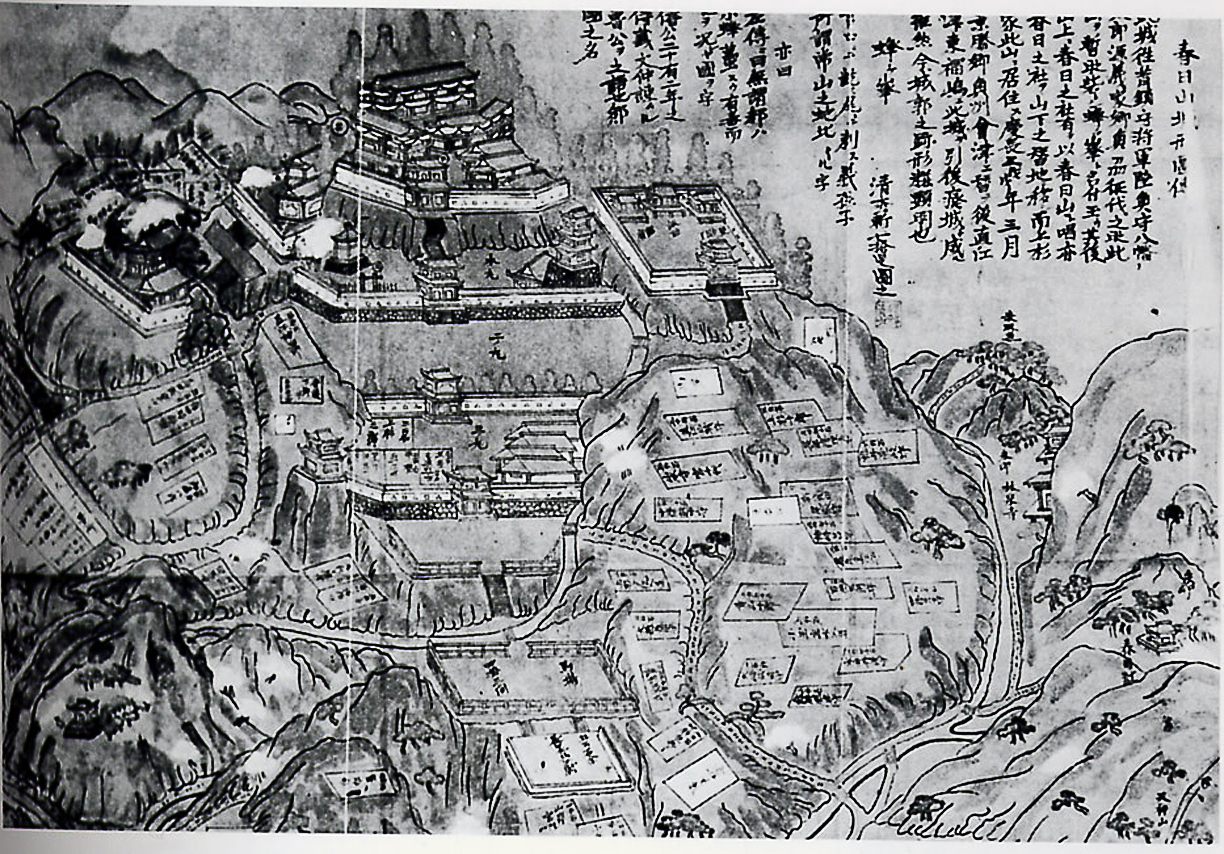
Castelo de Kasugayama

### Governo
Embora o domínio de Kenshin sobre o clã Nagao fosse, então, inquestionável, grande parte de Echigo estava ainda independente de suas posses. Kenshin imediatamente iniciou a consolidação de seu poder na região, mas teve de lidar com pressões externas. Ogasawara Nagatoki e Murakami Yoshikiyo, dois senhores de Shinano, ambos apareceram após Kenshin solicitar ajuda para deter o avanço do poderoso senhor de guerra Takeda Shingen. Enquanto Kenshin se tornava o novo senhor de Echigo, Shingen havia tido decisivas vitórias na província de Shinano. Com as conquistas do clã Takeda avançando para as fronteiras de Echigo, Kenshin aceitou entrar em campo.

### Uesugi e Takeda

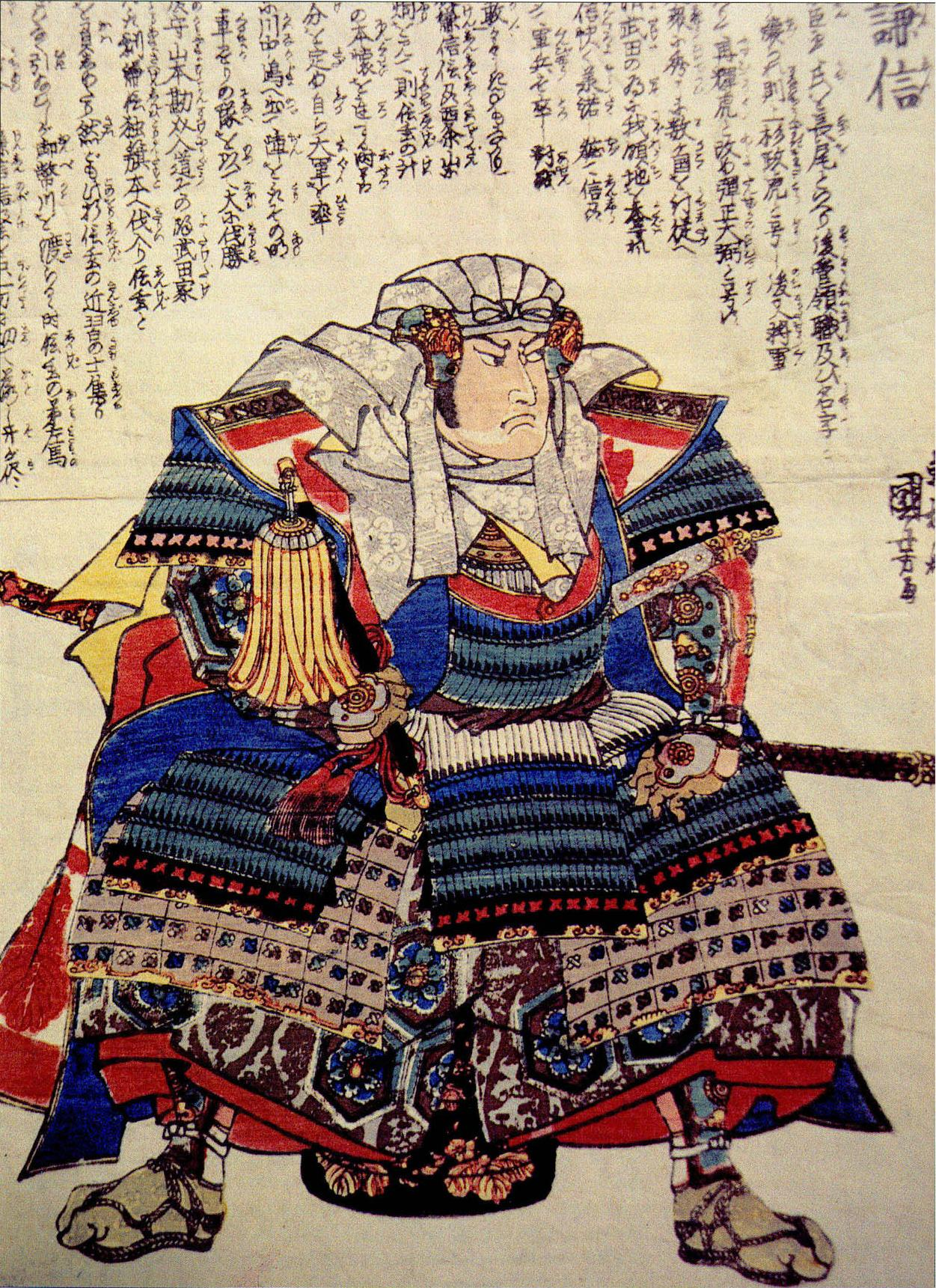
Kenshin retratado por Utagawa Kuniyoshi

A rivalidade entre Uesugi e Takeda se tornou lendária. No primeiro conflito entre os dois, tanto Uesugi Kenshin quanto Takeda Shingen foram muito cautelosos, somente se enfrentando em batalhas indecisivas. Ao longo dos anos, ocorreriam um total de cinco combates no famoso lugar Kawanakajima, embora somente o quarto se tornasse uma batalha séria entre os dois.
Em 1561, Kenshin e Shingen disputaram a maior batalha em que eles lutariam, a quarta batalha de Kawanakajima. Kenshin usou um tática engenhosa: uma formação especial aonde os soldados da frente revesariam com seus companheiros da reta-guarda, quando se cansarem ou se ferirem. Isso permitiu aos soldados cansados um descanso, enquanto os outros soldados iriam para a linha de frente. Isso foi extremamente efetivo e por isso Kenshin quase derrotou Shingen. Nessa batalha há uma história em que Kenshin se dirige até Shingen e o corte com sua espada. Shingen desvia dos golpes com sua tessen. Entretanto, Kenshin falha em acabar com Shingen. Um guerreiro de Takeda o afasta, e Shingen faz um contra-ataque. O exército de Uesugi recua muitos se afogam num rio próximo enquanto outros são abatidos por Takeda.

## Teoria
Existe uma teoria de que Uesugi Kenshin era na verdade uma mulher que se escondia à uma identidade masculina.